# Max Eduard Zeller
Maximilian Eduard Zeller (* 7. August 1913 in Romanshorn; † 3. April 1961 ebenda) war ein Schweizer Pharmazeut und Unternehmer, der das Familienunternehmen Max Zeller Söhne AG massgeblich modernisierte. Nach dem Studium der Pharmazie und Nationalökonomie an der Universität Zürich trat er in das Unternehmen ein, wo er innovative Ansätze in der pharmazeutischen Forschung und Produktionsoptimierung einbrachte. Er trug entscheidend zur Weiterentwicklung des Unternehmens bei.

## Jugend und Ausbildung
Maximilian Eduard Zeller wurde 1913 in eine traditionsreiche Apothekerfamilie hineingeboren. Nach dem Abschluss seiner Schulzeit studierte er zunächst Pharmazie und dann Nationalökonomie. Nach erfolgreicher Promotion trat er in das Familienunternehmen Max Zeller Söhne AG ein.
In den 1940er Jahren übernahm er schrittweise Führungsverantwortung und leitete bedeutende Umstrukturierungen ein. Mit seinem tiefen Verständnis für betriebliche Prozesse und technologische Entwicklungen schuf er die Basis für die spätere Expansion des Unternehmens.

## Die Automatisierung
Nach dem Zweiten Weltkrieg war die Modernisierung der Produktion eine vordringliche Aufgabe. Unter der Leitung von Maximilian Zeller begann das Unternehmen ab 1949 mit der Automatisierung wesentlicher Produktionsprozesse. Ein bedeutender Meilenstein war die Einführung des ersten Fliessbands im selben Jahr, das die Effizienz erheblich steigerte. 1951 folgte die Einrichtung einer neuen Tablettier- und Dragierabteilung mit modernen Maschinen. Durch halbautomatische Abfüll-, Verschliess- und Etikettiermaschinen konnte die Produktionskapazität weiter erhöht werden.
1958 wurde ein hochmodernes Fliessbandsystem eingeführt, das aus fünf leistungsstarken Aggregaten mit 14 Bedienungsstationen bestand. Die Speditionskapazität des Unternehmens wurde erheblich gesteigert, indem Produkte fortan in standardisierten Verpackungen versandt wurden. Eine weitere Optimierung war der Verzicht auf die bislang verwendeten schweren Holzkisten zugunsten von viel leichteren Kartonverpackungen. Zudem wurden neue Maschinen angeschafft, die es erlaubten, Packungsgrössen variabel anzupassen und so Lagerkapazitäten effizienter zu nutzen.

## Weiterer Ausbau
Parallel zur Automatisierung forcierte Zeller die bauliche Erweiterung der Produktionsstätten. Wichtige Projekte waren der Ausbau der Produktionsanlagen, die Errichtung neuer Lagerräume sowie der Bau einer unterirdischen Grosstankanlage  mit einem Fassungsvermögen von 440 000 Litern. 1960 wurde zudem ein modernes Verwaltungsgebäude mit einer charakteristischen Glasbausteinfassade errichtet.
Ein weiteres innovatives Element war die Anschaffung einer programmgesteuerten elektrischen Fakturiermaschine Ende 1960. Diese ermöglichte eine erhebliche Beschleunigung der Abrechnungsprozesse und reduzierte den Verwaltungsaufwand. Durch diese und weitere Massnahmen konnte der Personalbestand auf unter 50 Mitarbeitende gesenkt werden.

## Weitere Beschäftigungen
In seiner Freizeit engagierte sich Maximilian Zeller in verschiedenen Bereichen, die über seine unternehmerischen Tätigkeiten hinausgingen. Er war aktiv im Vorstand der Industrie- und Arbeitgebervereinigung Romanshorn und Umgebung und war, wie auch sein Vater, Mitglied im Yachtclub Romanshorn. Zeller hatte ein grosses Interesse an Literatur und Kunst, was sich in seiner umfangreichen Kunstsammlung widerspiegelte. Zudem zeigte er ein starkes soziales Engagement, zum Beispiel spendete er für den Singsaal des 1956 erbauten Sekundarschulhauses Weitenzelg ein grosses Wandbild.

## Dr. Zellers Tod
Am 3. April 1961 verstarb Maximilian Eduard Zeller plötzlich im Alter von nur 48 Jahren an einem Herzinfarkt. Sein Tod war ein schwerer Schlag für das Unternehmen. Im internen Geschäftsbericht des Jahres 1961 wurde festgehalten, dass Zeller wesentlich zur technischen und wirtschaftlichen Entwicklung des Unternehmens beigetragen hatte. Er habe es verstanden, die Produktionskraft auf ein bemerkenswertes Niveau zu bringen und gleichzeitig die Qualität der Zeller-Produkte zu optimieren und den Absatz signifikant zu steigern. Sein Tod hinterliess eine bedeutende Lücke, doch seine Innovationskraft prägte das Unternehmen nachhaltig.